# Phil Miller

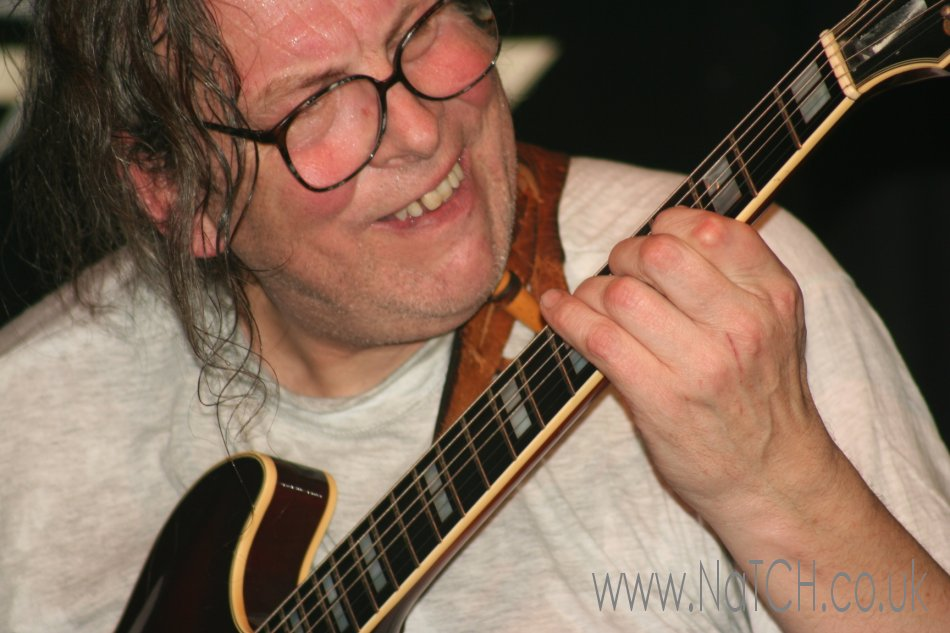
Phil Miller, 2006

Phil Miller (* 22. Januar 1949 in Barnet, Hertfordshire; † 18. Oktober 2017) war ein britischer Fusion- und Progressive-Rock-Gitarrist, der unter anderem in verschiedenen Bands der Canterbury-Szene aktiv war.

## Musikalische Laufbahn
Miller erhielt seine erste Gitarre im Alter von acht Jahren. Erst im Alter von 15 Jahren entwickelte er Interesse an dem Instrument und brachte sich das Spielen autodidaktisch bei. Mit seinem Klavier spielenden Bruder Steve Miller gründete er 1966 seine erste Band mit  Schlagzeuger Pip Pyle und der Bassist Jack Monck. Diese Bluesband veränderte sich 1968 zu Delivery; dazu gehörten nun auch der Saxophonist Lol Coxhill und die Sängerin Carol Grimes. 1969 begann Miller eigene Songs zu schreiben und steuerte diese zum Debüt-Album Fools Meeting bei. 1970 entstand aus der Band nach einer Umbesetzung Dyble/Coxhill & Miller Brothers. Nach Auflösung der Band 1971 war er Gründungsmitglied von Robert Wyatts Formation Matching Mole, für die er gleichfalls komponierte. Nach deren Auflösung ging eine unter Mitwirkung von Miller wiedervereinigte Delivery 1972 in der Gründung von Hatfield and the North auf, nach deren vorläufiger Auflösung wiederum National Health entstand, ebenfalls unter Mitwirkung von Miller.
Nach dem Bruch von National Health spielte Miller teilweise im Duo mit dem Gitarristen Phil Lee, sonst im Trio mit Bruder Steve und Coxhill. 1982 gründete Miller seine Band In Cahoots (u. a. mit Fred T. Baker und Pete Lemer), der seitdem sein hauptsächliches Interesse galt; 1988 gehörten zu Phil Miller’s In Cahoots Elton Dean, Steve Franklin, Fred Thelonious Baker und Pip Pyle. Mit Baker trat er auch im Duo auf; 1991 spielte er mit Hugh Hopper, Didier Malherbe und Pip Pyle in der Formation Short Wave; ab 2005 waren auch „Hatfield and the North“ wieder aktiv.

## Diskografie
- Fools Meeting, Carol Grimes & Delivery, 1970
- Waterloo Lily, Caravan, 1972
- Matching Mole, Matching Mole, 1972
- Little Red Record, Matching Mole, 1972
- Miller/Coxhill, Coxhill/Miller, 1973
- Hatfield & the North, Hatfield & the North, 1974
- The Rotters’ Club, Hatfield & the North, 1975
- National Health, National Health, 1978
- Of Queues And Cures, National Health, 1978
- Afters, Hatfield and The North, 1980
- Before a Word Is Said, Gowen/Miller/Sinclair/Tomkins, 1982
- D.S. Al Coda, National Health, 1982
- Up from the Dark, Dave Stewart & Barbara Gaskin, 1986
- Cutting Both Ways, Phil Miller, 1987
- From Here to Drums, Geoff Leigh & Frank Wuyts, 1988
- Split Seconds, Phil Miller, 1988
- Complete, National Health, 1990
- Live 1986-1989, Phil Miller/In Cahoots, 1991
- Digging In, Phil Miller, 1991
- Double Up, Phil Miller/Fred Baker, 1992
- Live in Japan, Phil Miller/In Cahoots, 1993
- Live 90, Hatfield And The North, 1993
- Live, Short Wave, 1993
- Recent Discoveries, Phil Miller/In Cahoots, 1994
- BBC Radio 1 In Concert, Matching Mole, 1994
- Flotsam Jetsam (Matching Mole), Robert Wyatt, 1994
- Unsettled Scores, Miller + Hopper, 1995
- Missing Pieces, National Health, 1996
- Parallel, Phil Miller/In Cahoots, 1996
- Seven Years Itch, Pip Pyle, 1998
- Rebela, Mark Hewins, 1999
- Out of the Blue, In Cahoots, 2001
- All that, Phil Miller/In Cahoots, 2003
- Hatwise Choice, Hatfield & the North, 2005
- Hattitude, Hatfield & the North, 2006
- Mind over Matter, Phil Miller/In Cahoots, 2011
- Hugh Hopper & Phil Miller Heart To Heart (Hoppertunity Box Volume 5), 2014